# Natalie Maines
Natalie Louise Maines, née le 14 octobre 1974 à Lubbock au Texas,, est une chanteuse-compositrice et activiste américaine.

## Biographie
Avant de se tourner vers la musique country, Natalie Maines a grandi en écoutant Michael Jackson, Carly Simon ou encore Madonna.
Elle connaît le succès en tant que chanteuse du groupe féminin Dixie Chicks.
Elle y remplace à partir de 1995 l'ancienne chanteuse Laura Lynch. Le groupe remporte dix récompenses aux Country Music Association Awards et treize aux Grammy Awards entre 1998 et 2007.
Elle sort un album solo, Mother, le 7 mai 2013.